# Cyrtomium falcatum
Espèce
Répartition géographique
Cyrtomium falcatum est une espèce de fougères de la famille des Dryoptéridacées.
Elle est appelée Fougère-houx ou Aspidie en faux.
Nom chinois : 全缘贯众

## Description
Cette fougère, persistante, présente un aspect assez peu touffu.
Les frondes peuvent mesurer jusqu'à 60 cm de long, assez coriaces, sur un court rhizome brun-clair.
Elles sont complètement divisées en 6 à 10 paires de folioles d'une dizaine de centimètres de long sur 3 à 4 de large, ovo-lancéolés ou lancéolés, légèrement denticulés et resserrés sur le pétiole, sans espace entre deux folioles. Ils ont une disposition alterne (ceux d'un côté sont légèrement décalés par rapport à ceux du côté opposé). Leur courbure en forme de faux est à l'origine de l'épithète spécifique donnée par Linné.
Les sores, producteurs de spores, sont bruns et ronds, disposés régulièrement sur tout l'envers des folioles.

## Distribution
Cette fougère est originaire du Japon et des régions chinoises orientales littorales de mer de Chine.
Elle s'est largement diffusée pour son intérêt ornemental. Malgré son intégration biologique sans inconvénient reconnu actuellement, cette espèce a été classée envahissante aux États-Unis

## Utilisation
La fougère-houx est assez largement utilisée comme plante ornementale d'extérieur en France en raison de sa rusticité, son caractère persistant et décoratif. Elle compte une variété horticole très répandue : Cyrtomium falcatum 'Rochfordianum'.
Elle est aussi connue comme plante médicinale (vermifuge) en Orient.

## Historique et position taxinomique
En 1781, Carl von Linné le Jeune décrit sous le nom de Polypodium falcatum un exemplaire de cette fougère collecté par Carl Peter Thunberg au Japon.
En 1801, Olof Peter Swartz reclasse cette espèce dans le genre Aspidium : Aspidium falcatum (L.f.) Sw..
En 1836, Karel Bořivoj Presl la reclasse dans le genre Cyrtomium : Cyrtomium falcatum.
En 1891, Carl Ernst Otto Kuntze le déplace dans le genre Dryopteris : Dryopteris falcata (L.f.) Kuntze.
En 1899, Friedrich Ludwig Emil Diels la déplace à nouveau dans le genre Polystichum : Polystichum falcatum (L.f.) Diels.
En 1947, Edwin Bingham Copeland la déplace dans le genre Phanerophlebia : Phanerophlebia falcata (L.f.) Copel..
En 1965, K. H. Shing, à la suite de Ren Chang Ching, confirme le classement de Karel Bořivoj Presl de Cyrtomium falcatum dans le genre Cyrtomium (article en référence), suivi en 1996 par George Yatskievych.
Ces différents reclassements illustrent la proximité des genres Cyrtomium, Polystichum et Phanerophlebia.
Cette espèce compte donc les synonymes suivants :
- Aspidium falcatum (L.f.) Sw.
- Dryopteris falcata (L.f.) Kuntze
- Phanerophlebia falcata (L.f.) Copel.
- Polypodium falcatum L.f.
- Polystichum falcatum (L.f.) Diels

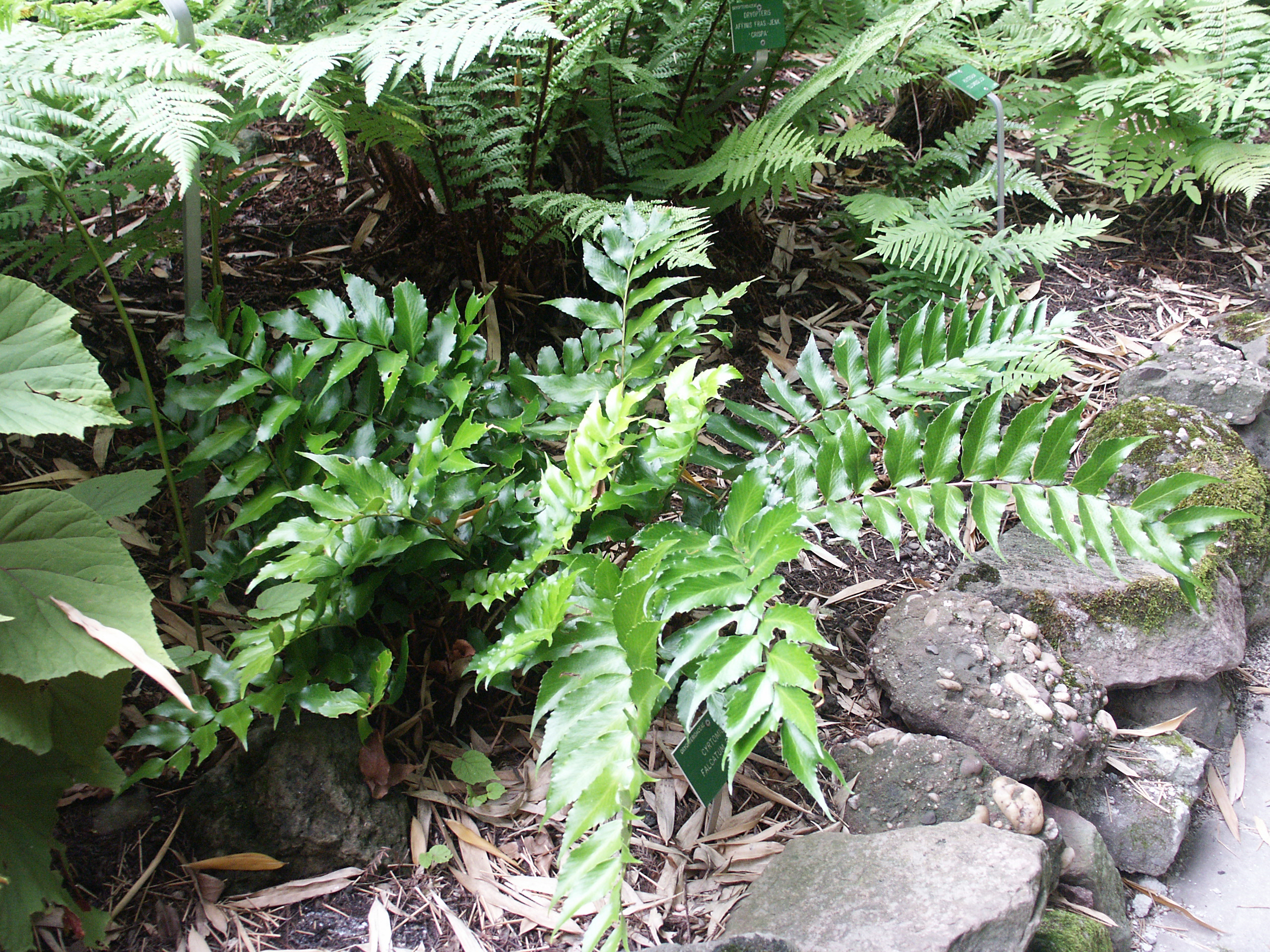
Spécimen du jardin botanique de Strasbourg.
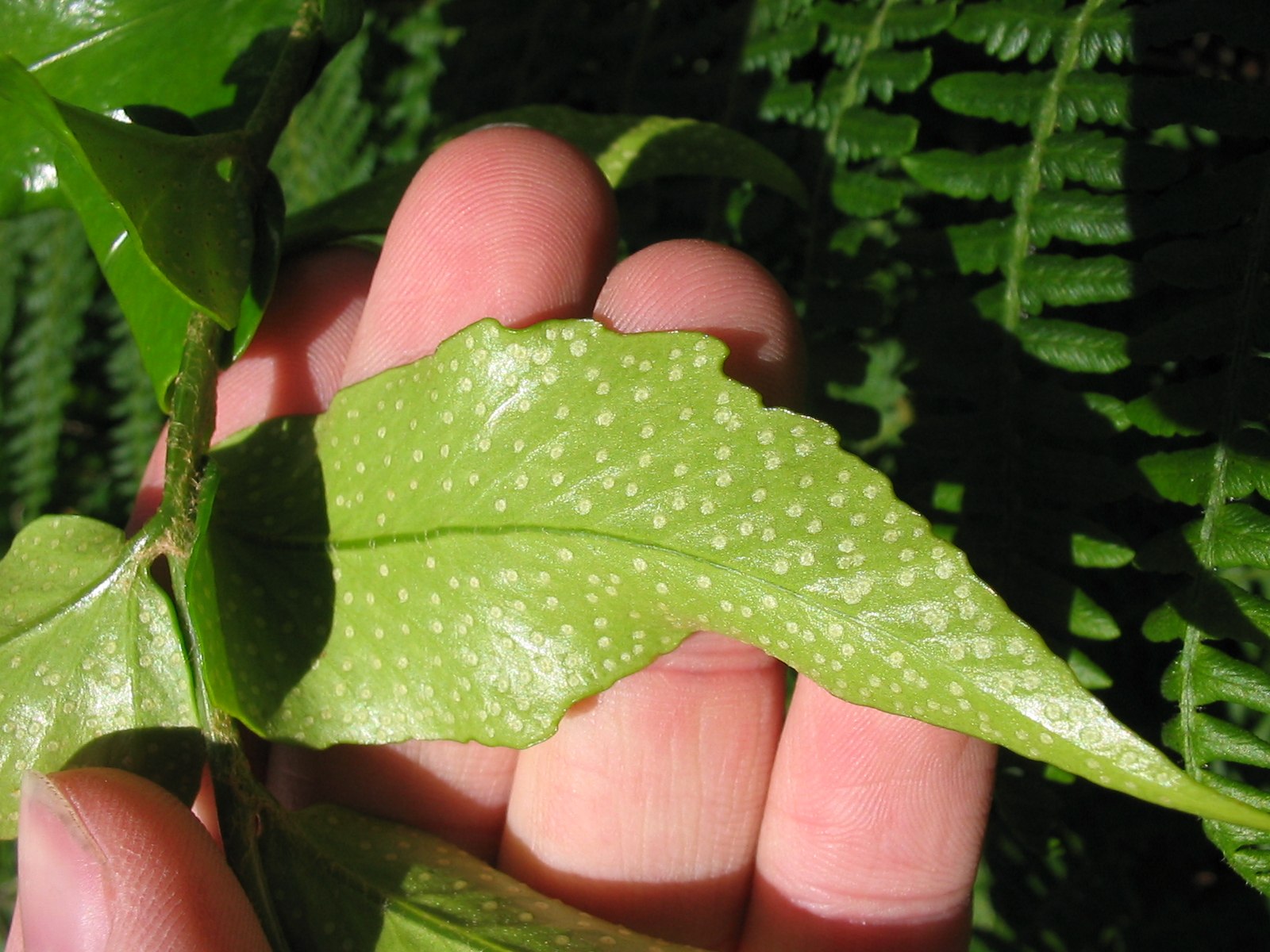
Disposition des sores.
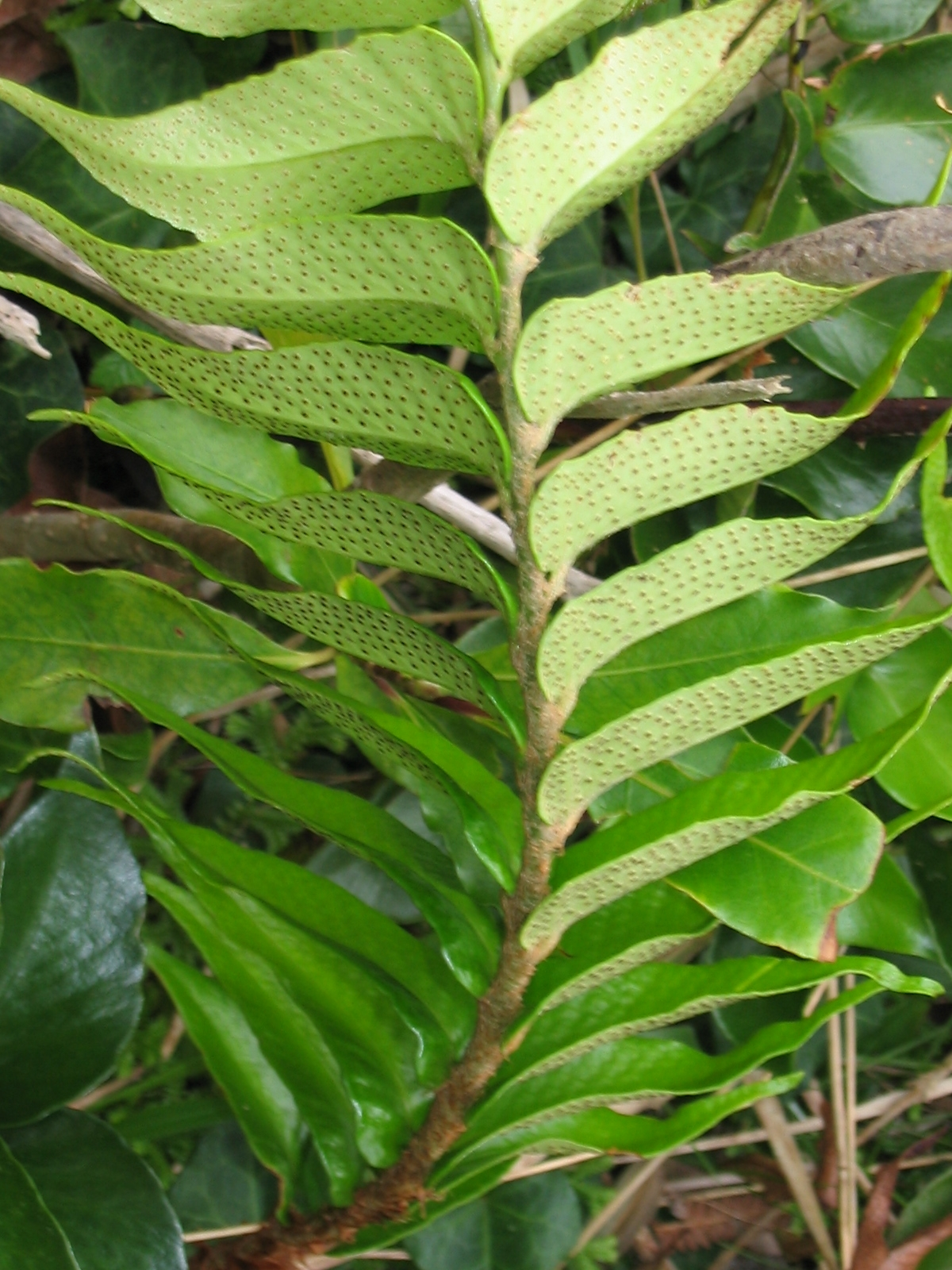
Envers d'une fronde avec sores.
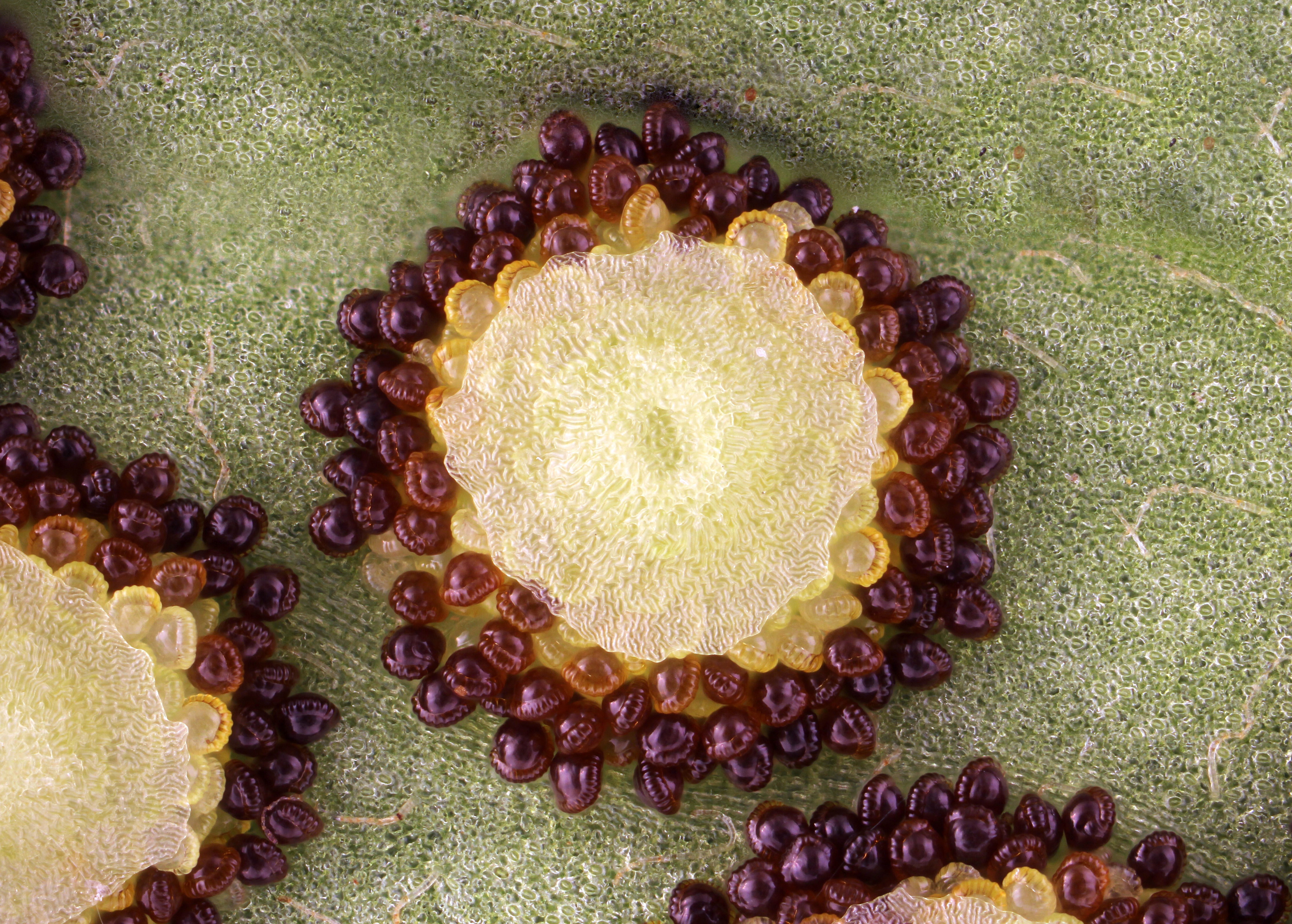
sore vue au microscope.
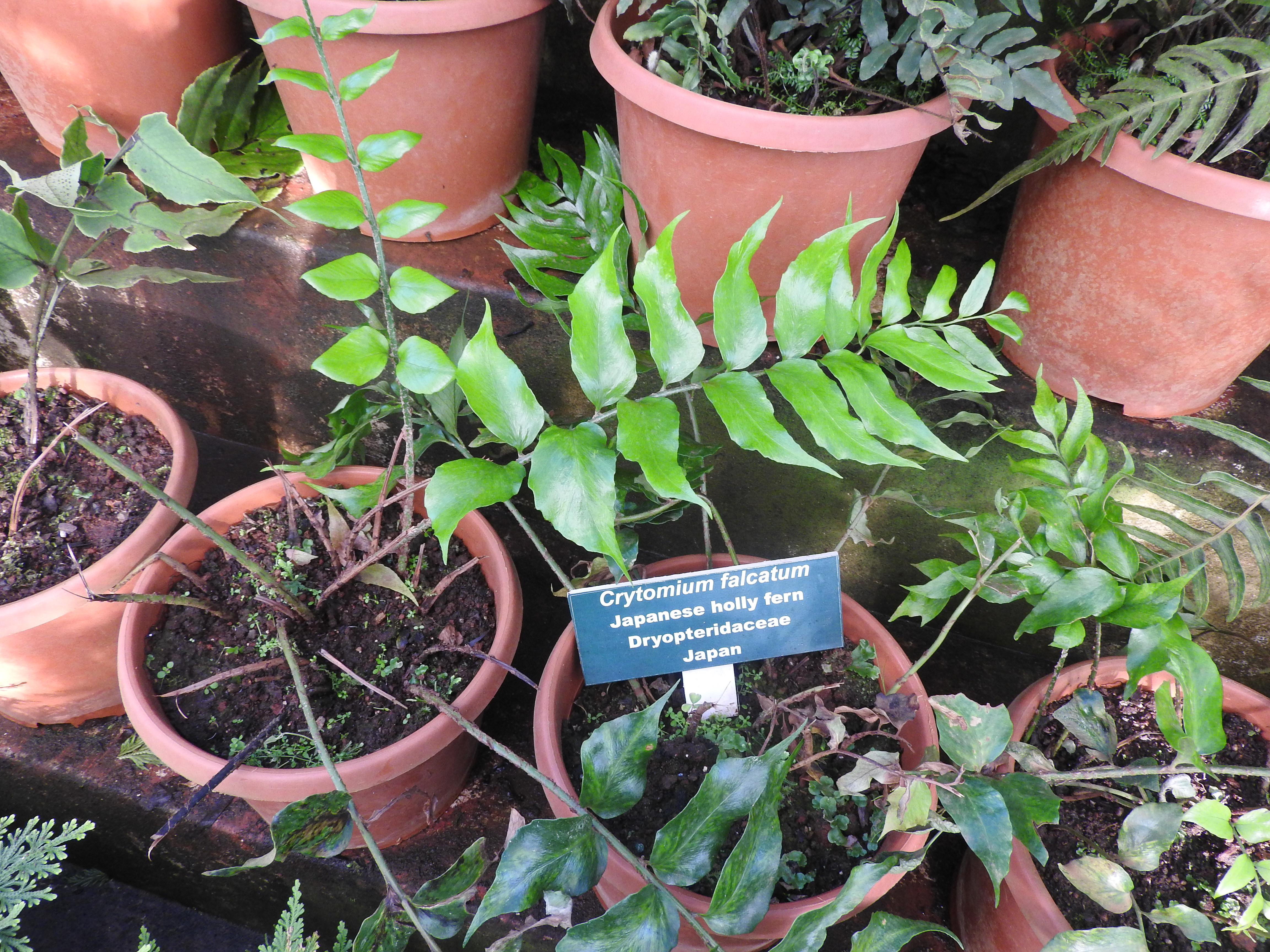
Spécimens en pots en Inde.